# Nguyễn-dynastiet
Nguyễn-dynastiet var det sidste vietnamesiske dynasti, som styrede Vietnam stort set uafhængigt fra 1802 til 1883.
Under dets eksistens udvidede imperiet sig til det, der senere udgør det sydlige Annam, Cambodja og Laos gennem en fortsættelse af de århundreder lange Nam tiến- og Siamesisk–Vietnamesiske krige. Efter 1883 regerede Nguyễn-kejserne nominelt som statsoverhoveder for de franske protektorater i Annam og Tonkin indtil de sidste måneder af 2. verdenskrig; de regerede senere nominelt over Vietnams besiddelser, indtil japanerne overgav sig.
Huế var hovedstad i Nguyễn-dynastiet.

## Historie
Familien Nguyễn etablerede et feudalt styre over store mængder territorium som Nguyễn-fyrsterne i det 16. århundrede, før de besejrede Tây Sơn-dynastiet og etablerede deres egen kejserlige styre i det 19. århundrede. Det dynastiske styre begyndte med, at Gia Long besteg tronen i 1802 efter afslutningen af det tidligere Tây Sn-dynasti. Nguyễn-dynastiet blev gradvist erobret af Frankrig i løbet af flere årtier i sidste halvdel af det 19. århundrede, begyndende med Cochinchina-kampagnen i 1858, hvilket førte til den franske besættelse af det sydlige Vietnam. En række ulige traktater fulgte; det besatte område blev den franske koloni Cochinkina i Saigon-traktaten fra 1862, og Huế-traktaten fra 1863 gav Frankrig adgang til vietnamesiske havne og øget kontrol med dets udenrigsanliggender. Endelig opdelte Huế-traktaterne fra 1883 og 1884 det resterende vietnamesiske territorium i protektoraterne i Annam og Tonkin under Nguyen-dynastiets nominelle styre. I 1887 blev Cochinchina, Annam, Tonkin og det franske protektorat i Cambodja slået sammen til kolonien Fransk Indokina.
Nguyễn-dynastiet forblev de formelle kejsere af Annam og Tonkin inden for Indokina indtil 2. verdenskrig. Japan havde besat Indokina med fransk samtykke i 1940, men da krigen syntes mere og mere tabt, væltede det den franske administration marts 1945 og proklamerede uafhængighed for dets konstituerende lande. Det vietnamesiske imperium under kejser Bảo Đại var en nominelt uafhængig japansk marionetstat i de sidste måneder af krigen. Det sluttede med Bảo Đạis abdikation efter Japans overgivelsen og august-revolutionen foranstaltet af det antikoloniale Việt Minh i august 1945. Denne revolution afsluttede den 143-årige styre under Nguyễn-dynastiet.